# Rath (Düsseldorf)
Rath è un quartiere della città tedesca di Düsseldorf, appartenente al distretto 6.